# Ramsudd
Ramsudd är en udde i Finland.   Den ligger i den ekonomiska regionen  Åboland  och landskapet Egentliga Finland, i den sydvästra delen av landet, 200 km väster om huvudstaden Helsingfors. Ramsudd ligger på ön Houtskär.
Terrängen inåt land är mycket platt. Havet är nära Ramsudd västerut.  Närmaste större samhälle är Korpo, 15,3 km sydost om Ramsudd. 